# Citroën C5 Aircross
Citroën C5 Aircross – samochód osobowy typu SUV klasy kompaktowej produkowany pod francuską marką Citroën od 2017 roku. Od 2025 roku produkowana jest druga generacja modelu.

## Pierwsza generacja

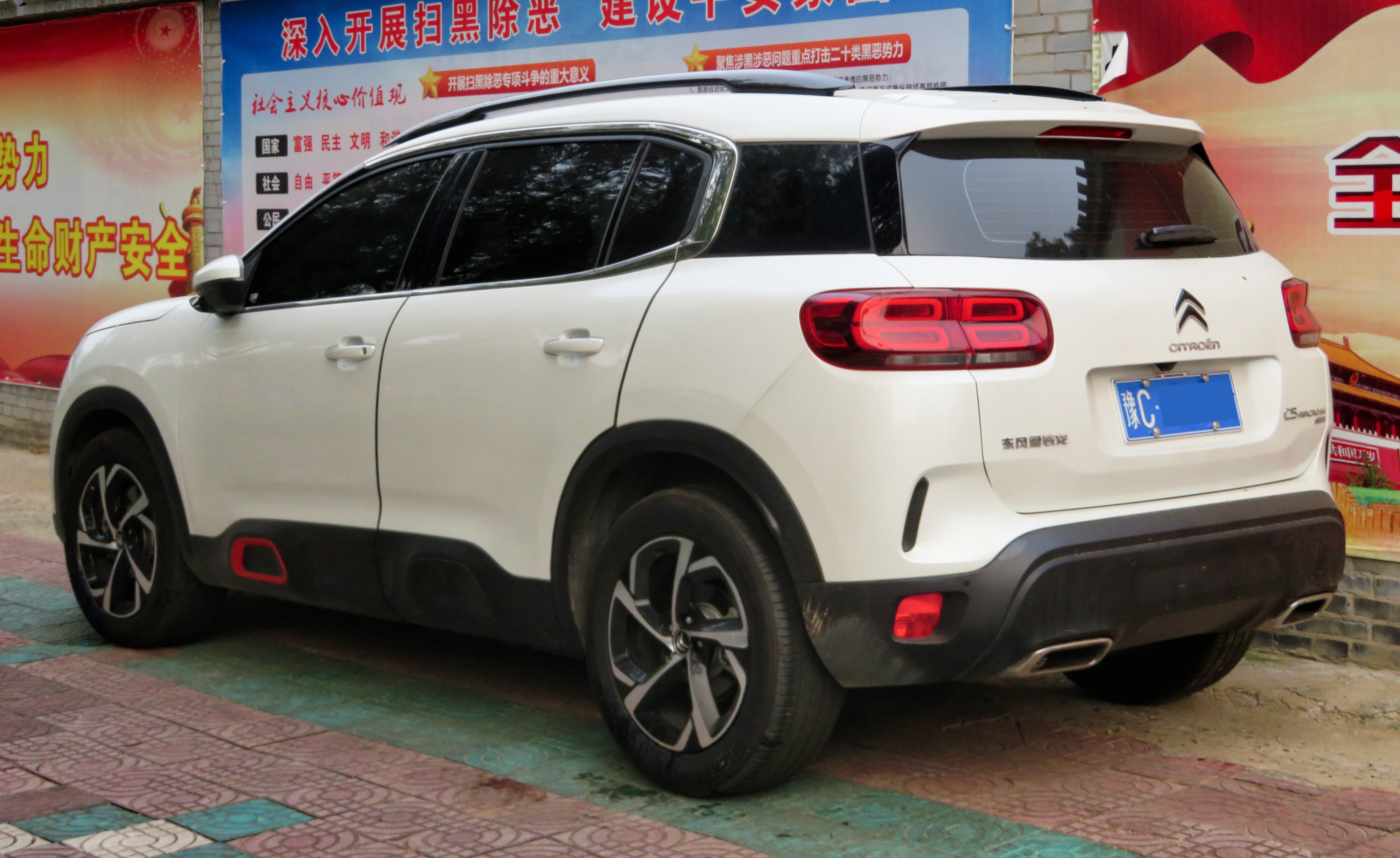
Citroën C5 Aircross przed liftingiem – tył

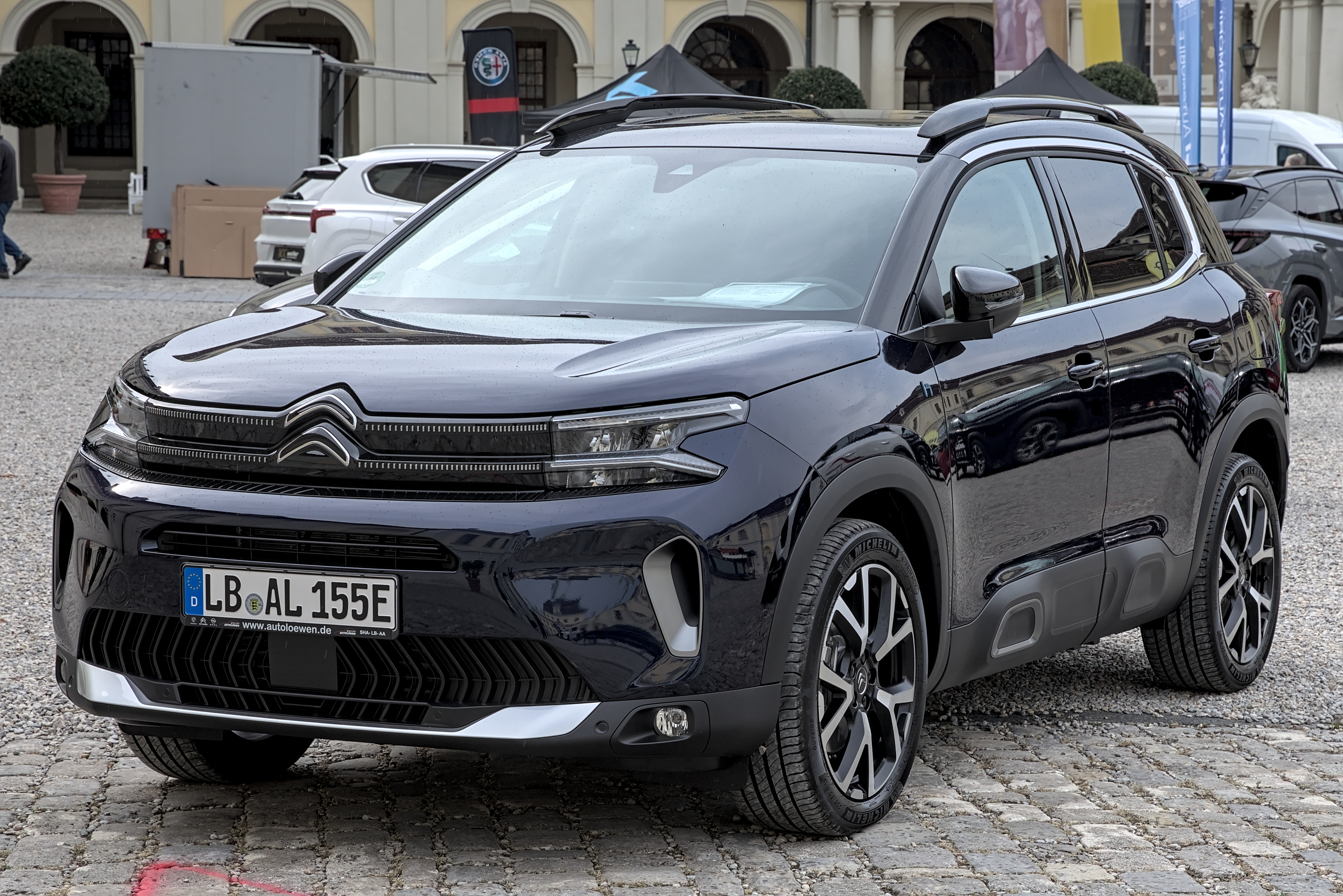
Citroën C5 Aircross po liftingu

C5 Aircross został zaprezentowany w kwietniu 2017 roku podczas wystawy Auto Shanghai, gdzie trafił do produkcji już w lecie tego samego roku. Na europejski debiut samochód musiał czekać aż półtora roku – do października 2018 roku.
Samochód zastąpił w gamie model C4 Aircross. Projekt nadwozia jest inspirowany zaprezentowanym dwa lata wcześniej w Szanghaju koncepcyjnym Citroënem Aircross. Produkcja modelu odbywa się równolegle w fabrykach we Francji i Chinach, co ma zapewnić dobrą dostępność modelu na obu kontynentach. Samochód zbudowano na modułowej platformie EMP2 koncernu PSA, używanej zarówno do aut osobowych, jak i dostawczych. Design C5 Aircross utrzymany jest w podobnej stylistyce do nowych modeli Citroëna, takich jak C3 czy Cactus. Wyróżniają go „bąble” z tworzyw sztucznych Airbump oraz kolorowe dodatki.
Samochód, jako pierwszy otrzymał nowy rodzaj zawieszenia wyposażonego w progresywne ograniczniki hydrauliczne. Ponadto seryjnie montowane będą systemy kontroli trakcji, wspomagania ruszania pod górę czy unikania kolizji. Oferowany jest tylko napęd na jedną oś. Z tyłu zastosowano trzy wąskie niezależnie przesuwane pojedyncze fotele, wzorem minivanów. Bagażnik na pojemność 580 l, a maksymalnie 1630 l.
Sprzedaż samochodu w Polsce ruszyła na przełomie 2018 i 2019 roku.

### Lifting
W styczniu 2022 roku europejski C5 Aircross przeszedł gruntowny lifting polegający na przeprojektowaniu z przodu, ale drobnym z tyłu. Otrzymał również nowe elementy wnętrza.
W lipcu 2022 roku chiński C5 Aircross doczekał liftingu. Chińska wersja przeszła podobne zmiany jak europejska. Nazwę zmieniono z Citroën Tianyi C5 Aircross na Citroën Tianyi Beyond.
Natomiast we wrześniu 2022 roku wersja indyjska przeszła modernizację.

### Wersje wyposażenia
- Live
- Feel
- Feel Pack
- Shine

Standardowe wyposażenie podstawowej wersji Live obejmuje m.in. 17-calowe felgi aluminiowe, 6 poduszek powietrznych, światła do jazdy dziennej LED, reflektory Eco LED, elektrycznie regulowane i podgrzewane lusterka, komputer pokładowy, klimatyzacje manualną, a także radio z 8-calowym ekranem dotykowym, Bluetooth i 6 głośnikami.
Bogatsza wersja Feel dodatkowo wyposażona jest w m.in. 18-calowe felgi aluminiowe, klimatyzacje automatyczną dwustrefową, czujniki parkowania z tyłu, a także wirtualne zegary z 12-calowym ekranem.
Kolejna w hierarchii wersja Feel Pack została ponadto wyposażona w m.in. czujniki parkowania z przodu, kamerę cofania, kierunkowskazy przednie LED, przyciemniane szyby, elektrycznie składane lusterka z oświetleniem powitalnym.
Najbogatsza wersja Shine została dodatkowo wyposażona w m.in. aktywny tempomat, system nawigacji satelitarnej, reflektory przednie Full LED, tapicerkę z Alcantary łączoną ze skórą syntetyczną.

### Silniki
Citroën C5 Aircross oferowany jest z silnikami benzynowymi oraz Diesla o mocy 130 i 180 koni mechanicznych zestawionymi z manualną (6-biegową) bądź automatyczną (8-biegową EAT8) skrzynią biegów. Dostępny jest też silnik hybrydowy (typu plug-in), którego łączna moc wynosi 225 KM.

## Druga generacja
Citroën C5 Aircross II oraz ë-C5 Aircross zostały zaprezentowane w 2025 roku.